# 勝間田稔

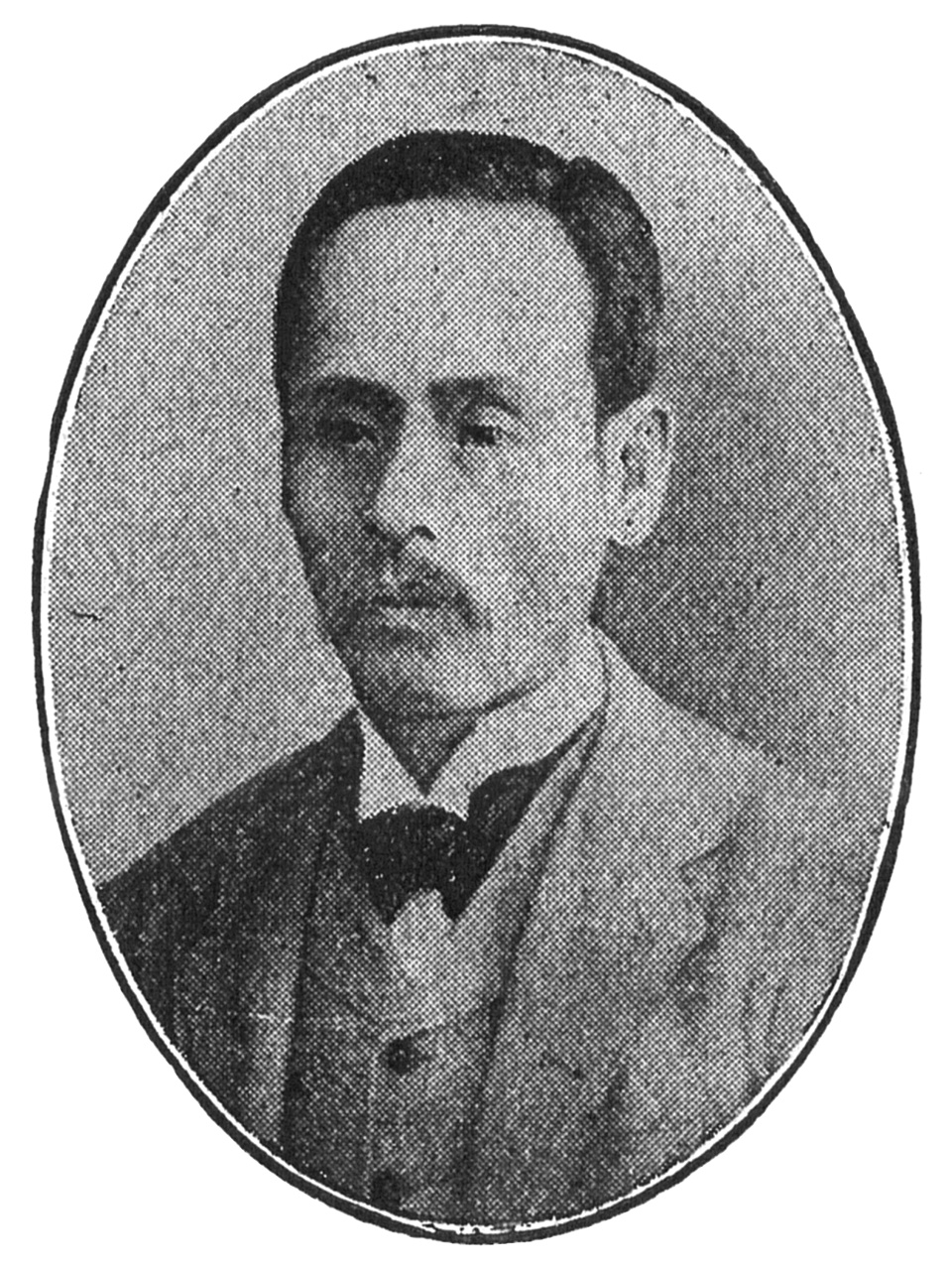
勝間田稔

勝間田 稔（かつまた みのる、1843年1月13日（天保13年12月13日）- 1906年（明治39年）1月30日）は、日本の幕末から明治期の武士（長州藩士）、内務官僚。県知事、宮内省図書頭。幼名・百太郎。号・蝶夢、鉄琴。

## 経歴
長門国阿武郡萩（現：萩市）で、長州藩士・勝間田盛稔（もりとし）の息子として生まれる。藩校・明倫館で学ぶ。戊辰戦争に従軍。新発田本営軍監・若松在勤、越後府軍監、越後府判事試補などを務めた。
明治4年4月12日（1871年5月30日）、山口県に入り、十二等出仕、大属（戸籍係）、中属、九等出仕などを歴任。1874年10月、山口県を退職し、地租引当米を管理する半官半民の防長協同会社頭取に就任。
1879年4月、内務省に入り内務権少書記官・取調局事務取扱に就任。以後、内務少書記官、警保局事務取扱、内務権大書記官・内局事務取扱、兼警保局長、内局第一課勤務、兼社寺局長、兼戸籍局長などを歴任。
1885年1月、愛知県令に登用され、1886年7月、地方官官制改正に伴い同県知事となる。以後、愛媛県・宮城県・新潟県の各知事を歴任。1901年1月、新潟県知事を休職。同年4月、宮内省図書頭に就任し、死去するまで在任。

## 栄典・受章・受賞
位階
- 1890年（明治23年）11月1日 - 従四位[1]
- 1895年（明治28年）12月10日 - 正四位[2]
- 1906年（明治39年）1月30日 - 従三位[3]

勲章等
- 1889年（明治22年）
  - 6月19日 - 勲六等瑞宝章[4]
  - 11月29日 - 大日本帝国憲法発布記念章[5]

## 著書
- 『雲来起予吟草』勝間田稔、1893年。
- 『消夏遊草』松竜舎、1893年。
- 『燧灘漁唱』勝間田稔、1893年。